# Верховье (Смоленский район)
Верхо́вье — деревня в Смоленской области России, в Смоленском районе. Население: 480 жителей в 2010 году. Расположена в западной части области в 16 км к северо-западу от г. Смоленска, на берегах реки Удра у автодороги Р133 Смоленск — Невель.
Входит в состав Новосельского сельского поселения.
Деревня газифицирована. Речка Удра очень маленькая и мелкая, шириной 2-6 метров.

## История
Деревня расположена у истока реки Удры, отсюда видимо и пошло её название.
Рядом с деревней находится лес, местные называют его «пуща». Через небольшой участок этого леса от деревни в сторону Смоленска проходит старая смоленская дорога, выложенная из камней и булыжников. По этой дороге в 1812 году войска Наполеона I наступали на Москву. Дорога протяжённостью примерно 1,5 км сохранилась в естественном виде, так как находится в лесу.

## Экономика
Асфальтобетонный завод, школа с неполным средним образованием (9 классов), магазины, медпункт, почта и клуб. Ранее в деревне существовало ОПХ «Верховье» Всесоюзной сельскохозяйственной академии. В 1997 году на его базе был образован ФГУП для обеспечения продовольствием исправительных учреждений Смоленской области. В 2001 году при ФГУПе была организована единственная в области сельскохозяйственная колония — ФКУ «КП № 7 УФСИН России по Смоленской области».